# Học đường 2013
School 2013 (tiếng Hàn: 학교 2013; Hanja: 學校2013; Romaja: Hak-gyo 2013) là bộ phim truyền hình Hàn Quốc năm 2012 với sự có mặt của diễn viên Jang Nara, Choi Daniel, Lee Jong-suk và Park Se-young. Bộ phim thanh thiếu niên mô tả các cuộc đấu tranh và những tình huống khó xử của các thanh niên Hàn Quốc thời nay, chẳng hạn như bị bắt nạt, sinh viên tự tử, bạo lực học đường, làm cho mối quan hệ thầy-trò ngày càng tệ đi, vấn đề gia sư và một số vấn đề thực tế khác ở trường học, tất cả đã được thu nhỏ trong lớp học của trường trung học Seung Ri.
Đây là phần 5 của bộ phim "School" của KBS từ năm 1999. Bộ phim được phát sóng trên KBS2 từ 3 tháng 12 năm 2012 đến 28 tháng 1 năm 2013 vào Thứ hai và thứ ba lúc 21:55 cho 16 tập.

## Diễn viên
Giáo viên
- Jang Nara trong vai Jung In-jae, giáo viên chủ nhiệm[12][13]
- Choi Daniel trong vai Kang Se-chan, cựu giảng viên hang đầu[14][15]
- Uhm Hyo-sup trong vai Uhm Dae-woong "Uhm Force", giáo viên Toán
- Park Hae-mi trong vai Im Jung-soo, hiệu trưởng
- Lee Han-wi trong vai Woo Soo-chul, phó hiệu trưởng
- Oh Young-shil trong vai Yoo Nan-hee, giáo viên GDCD
- Yoon Joo-sang trong vai Jo Bong-soo, giáo viên Thể dục
- Kwon Nam-hee trong vai Kwon Nam-hee
- Kim Yun-ah trong vai Kim Yun-ah
- Lee Won-suk trong vai Kim Dae-soo

Học sinh
- Lee Jong-suk trong vai Go Nam-soon[17]
- Park Se-young trong vai Song Ha-Gyeong
- Ryu Hyoyoung trong vai Lee Kang-joo
- Kim Woo-bin trong vai Park Heung-soo
- Gil Eun-hye trong vai Gil Eun Hye
- Kwak Jung-wook trong vai Oh Jung-ho
- Choi Chang-yub trong vai Kim Min-ki
- Kim Young-choon trong vai Byun Ki-duk
- Kim Dong-suk trong vai Kim Dong-suk
- Jun Soo-jin trong vai Gye Na-ri
- Kim Chang-hwan trong vai Han Young-woo
- Lee Ji Hoon trong vai Lee Ji-hoon
- Lee Yi-kyung trong vai Lee Yi-kyung
- Jung Yun-joo
- Ahn Ji-hyun trong vai Ahn Ji-hyun
- Kim Dani[18]

## Ratings
Trong bảng dưới đây, số màu xanh thể hiện đạt tỉ lệ xem thấp nhất còn màu đỏ thể hiện đạt tỉ lệ xem cao nhất.
| Tập #      | Ngày lên sóng        | Trung bình tỉ lệ khán giả | Trung bình tỉ lệ khán giả | Trung bình tỉ lệ khán giả | Trung bình tỉ lệ khán giả |
| Tập #      | Ngày lên sóng        | TNmS Ratings              | TNmS Ratings              | AGB Nielsen               | AGB Nielsen               |
| Tập #      | Ngày lên sóng        | Toàn quốc                 | Vùng thủ đô Seoul         | Toàn quốc                 | Vùng thủ đô Seoul         |
| ---------- | -------------------- | ------------------------- | ------------------------- | ------------------------- | ------------------------- |
| 1          | 3 tháng 12 năm 2012  | 8.2%                      | 8.6%                      | 8.0%                      | 8.6%                      |
| 2          | 4 tháng 12 năm 2012  | 10.0%                     | 10.9%                     | 8.2%                      | 8.2%                      |
| 3          | 10 tháng 12 năm 2012 | 11.5%                     | 12.7%                     | 10.8%                     | 11.8%                     |
| 4          | 11 tháng 12 năm 2012 | 10.4%                     | 10.8%                     | 8.9%                      | 9.4%                      |
| 5          | 17 tháng 12 năm 2012 | 12.9%                     | 13.5%                     | 9.8%                      | 10.7%                     |
| 6          | 18 tháng 12 năm 2012 | 12.9%                     | 14.2%                     | 11.5%                     | 12.7%                     |
| 7          | 24 tháng 12 năm 2012 | 11.7%                     | 12.1%                     | 10.2%                     | 11.1%                     |
| 8          | 25 tháng 12 năm 2012 | 14.8%                     | 16.5%                     | 12.9%                     | 14.3%                     |
| 9          | 1 tháng 1 năm 2013   | 15.7%                     | 16.3%                     | 15.2%                     | 16.8%                     |
| 10         | 7 tháng 1 năm 2013   | 14.7%                     | 15.1%                     | 13.1%                     | 14.6%                     |
| 11         | 8 tháng 1 năm 2013   | 16.3%                     | 18.0%                     | 15.8%                     | 17.3%                     |
| 12         | 14 tháng 1 năm 2013  | 16.1%                     | 17.3%                     | 14.5%                     | 16.4%                     |
| 13         | 15 tháng 1 năm 2013  | 17.1%                     | 18.3%                     | 15.5%                     | 17.3%                     |
| 14         | 21 tháng 1 năm 2013  | 15.1%                     | 15.9%                     | 14.0%                     | 16.1%                     |
| 15         | 22 tháng 1 năm 2013  | 15.3%                     | 16.2%                     | 15.7%                     | 17.3%                     |
| 16         | 28 tháng 1 năm 2013  | 16.0%                     | 17.1%                     | 15.0%                     | 17.0%                     |
| Trung bình | Trung bình           | 13.7%                     | 14.6%                     | 12.4%                     | 13.7%                     |
| Đặc biệt   | 29 tháng 1 năm 2013  | 12.7%                     | 13.3%                     | 11.5%                     | 12.7%                     |

## Giải thưởng và đề cử
| Năm  | Giải thưởng                                     | Hạng mục                                      | Người được đề cử | Kết quả   |
| ---- | ----------------------------------------------- | --------------------------------------------- | ---------------- | --------- |
| 2012 | KBS Drama Awards                                | Nữ diễn viên xuất sắc nhất                    | Jang Nara        | Đề cử     |
| 2012 | KBS Drama Awards                                | Nam diễn viên xuất sắc trong phim ngắn tập    | Choi Daniel      | Đề cử     |
| 2012 | KBS Drama Awards                                | Nữ diễn viên xuất sắc trong phim ngắn tập     | Jang Nara        | Đoạt giải |
| 2012 | KBS Drama Awards                                | Diễn viên mới xuất sắc nhất                   | Lee Jong-suk     | Đoạt giải |
| 2012 | KBS Drama Awards                                | Nam diễn viên được yêu mến nhất               | Choi Daniel      | Đề cử     |
| 2012 | KBS Drama Awards                                | Nam diễn viên được yêu mến nhất               | Lee Jong-suk     | Đề cử     |
| 2012 | KBS Drama Awards                                | Nữ diễn viên được yêu mến nhất                | Jang Nara        | Đề cử     |
| 2013 | Giải thưởng Nghệ thuật Baeksang lần thứ 49      | Phim truyền hình xuất sắc nhất                | School 2013      | Đề cử     |
| 2013 | Giải thưởng Nghệ thuật Baeksang lần thứ 49      | Nam diễn viên mới xuất sắc nhất (truyền hình) | Kim Woo-bin      | Đề cử     |
| 2013 | Mnet 20's Choice Awards lần thứ 7               | 20's Ngôi sao phim truyền hình, Nam           | Lee Jong-suk     | Đề cử     |
| 2013 | Mnet 20's Choice Awards lần thứ 7               | 20's Ngôi sao gây tiếng vang, Nam             | Kim Woo-bin      | Đề cử     |
| 2013 | Giải thưởng phim truyền hình Hàn Quốc lần thứ 6 | Nam diễn viên mới xuất sắc nhất               | Kim Woo-bin      | Đề cử     |
| 2013 | APAN Star Awards lần thứ 2                      | Nam diễn viên xuất sắc                        | Lee Jong-suk     | Đoạt giải |
| 2013 | APAN Star Awards lần thứ 2                      | Nam diễn viên mới xuất sắc nhất               | Kim Woo-bin      | Đoạt giải |

## Phát sóng quốc tế
School 2013 được phát sóng tại Nhật Bản trên kênh truyền hình cáp KNTV từ 3 tháng 12 năm 2012 tới 28 tháng 1 năm 2013.
Được phát sóng tại Thái Lan trên kênh Workpoint TV bắt đầu từ ngày 6 tháng 7 năm 2015.